# 恐怖丽鱼属
恐怖麗魚屬，是條鰭魚綱䲁形目麗魚科下的一個屬。

## 分類
本屬屬於褶唇麗魚亞科，目前被認可的種如下：
- 扁頭恐怖麗魚 Dimidiochromis compressiceps
- 縱帶恐怖麗魚 Dimidiochromis dimidiatus
- 基維恐怖麗魚 Dimidiochromis kiwinge
- 細條恐怖麗魚 Dimidiochromis strigatus